# Gao Lin
Gao Lin (郜林S, Gào LínP; Zhengzhou, 14 febbraio 1986) è un calciatore cinese, svincolato e della nazionale cinese.

## Carriera

### Club
Inizia la propria carriera con la maglia dello Shanghai Shenhua per poi trasferirsi al Guangzhou Evergrande.
Il 24 febbraio 2020 passa allo Shenzhen F.C.. L'11 agosto 2020, dopo l'esonero di Donadoni insieme al suo staff, con la nomina di Zhang Xiaorui come allenatore, assume il ruolo di collaboratore tecnico e giocatore.

### Nazionale
Ha partecipato ai Mondiali Under-20 del 2005.
Esordisce con la Cina il 31 luglio 2005 contro la Corea del Sud.

## Statistiche

### Presenze e reti nei club
Statistiche aggiornate al 8 maggio 2021.
| Stagione                    | Squadra                     | Campionato                  | Campionato | Campionato | Coppe nazionali | Coppe nazionali | Coppe nazionali | Coppe continentali | Coppe continentali | Coppe continentali | Altre coppe | Altre coppe | Altre coppe | Totale | Totale |
| Stagione                    | Squadra                     | Comp                        | Pres       | Reti       | Comp            | Pres            | Reti            | Comp               | Pres               | Reti               | Comp        | Pres        | Reti        | Pres   | Reti   |
| --------------------------- | --------------------------- | --------------------------- | ---------- | ---------- | --------------- | --------------- | --------------- | ------------------ | ------------------ | ------------------ | ----------- | ----------- | ----------- | ------ | ------ |
| 2005                        | Shanghai Shenhua            | CSL                         | 5          | 0          | CC+CslC         | 1+0             | 0               | -                  | -                  | -                  | -           | -           | -           | 6      | 0      |
| 2006                        | Shanghai Shenhua            | CSL                         | 14         | 12         | CC              | 2               | 0               | ACL                | 4                  | 5                  | -           | -           | -           | 20     | 7      |
| 2007                        | Shanghai Shenhua            | CSL                         | 12         | 0          | -               | -               | -               | ACL                | 6                  | 5                  | Cmc         | 1           | 0           | 19     | 1      |
| 2008                        | Shanghai Shenhua            | CSL                         | 21         | 8          | -               | -               | -               | -                  | -                  | -                  | -           | -           | -           | 21     | 8      |
| 2009                        | Shanghai Shenhua            | CSL                         | 19         | 4          | -               | -               | -               | ACL                | 0                  | 0                  | -           | -           | -           | 19     | 4      |
| Totale Shanghai Shenhua     | Totale Shanghai Shenhua     | Totale Shanghai Shenhua     | 71         | 14         |                 | 3               | 0               |                    | 10                 | 6                  |             | 1           | 0           | 85     | 20     |
| 2010                        | Guangzhou Evergrande        | CLO                         | 23         | 20         | -               | -               | -               | -                  | -                  | -                  | -           | -           | -           | 23     | 20     |
| 2011                        | Guangzhou Evergrande        | CSL                         | 29         | 11         | CC              | 2               | 0               | -                  | -                  | -                  | -           | -           | -           | 31     | 11     |
| 2012                        | Guangzhou Evergrande        | CSL                         | 24         | 6          | CC              | 3               | 0               | ACL                | 9                  | 2                  | SC          | 1           | 0           | 37     | 8      |
| 2013                        | Guangzhou Evergrande        | CSL                         | 28         | 8          | CC              | 5               | 1               | ACL                | 13                 | 3                  | SC+Cmc      | 0+4         | 0           | 50     | 12     |
| 2014                        | Guangzhou Evergrande        | CSL                         | 28         | 8          | CC              | 2               | 0               | ACL                | 8                  | 33                 | SC          | 0           | 0           | 38     | 11     |
| 2015                        | Guangzhou Evergrande        | CSL                         | 25         | 13         | CC              | 0               | 0               | ACL                | 11                 | 1                  | SC+Cmc      | 0+4         | 0           | 40     | 14     |
| 2016                        | Guangzhou Evergrande        | CSL                         | 28         | 7          | CC              | 7               | 3               | ACL                | 6                  | 2                  | SC          | 0           | 0           | 41     | 12     |
| 2017                        | Guangzhou Evergrande        | CSL                         | 29         | 9          | CC              | 4               | 3               | ACL                | 10                 | 0                  | SC          | 1           | 0           | 44     | 12     |
| 2018                        | Guangzhou Evergrande        | CSL                         | 28         | 10         | CC              | 0               | 0               | ACL                | 7                  | 0                  | SC          | 1           | 1           | 36     | 11     |
| 2019                        | Guangzhou Evergrande        | CSL                         | 17         | 1          | CC              | 2               | 1               | ACL                | 10                 | 0                  | SC          | 0           | 0           | 29     | 2      |
| Totale Guangzhou Evergrande | Totale Guangzhou Evergrande | Totale Guangzhou Evergrande | 259        | 93         |                 | 25              | 8               |                    | 74                 | 11                 |             | 11          | 1           | 369    | 113    |
| 2020                        | Shenzhen                    | CSL                         | 12+5       | 5+1        | CC              | 0               | 0               | -                  | -                  | -                  | -           | -           | -           | 17     | 6      |
| 2021                        | Shenzhen                    | CSL                         | 4          | 1          | CC              | 0               | 0               | -                  | -                  | -                  | -           | -           | -           | 4      | 1      |
| Totale Guangzhou Evergrande | Totale Guangzhou Evergrande | Totale Guangzhou Evergrande | 21         | 7          |                 | 0               | 0               |                    | 0                  | 0                  |             | 0           | 0           | 21     | 7      |
| Totale carriera             | Totale carriera             | Totale carriera             | 351        | 114        |                 | 28              | 8               |                    | 84                 | 17                 |             | 12          | 1           | 475    | 140    |

### Cronologia presenze e reti in nazionale
| Cronologia completa delle presenze e delle reti in nazionale ― Cina | Cronologia completa delle presenze e delle reti in nazionale ― Cina | Cronologia completa delle presenze e delle reti in nazionale ― Cina | Cronologia completa delle presenze e delle reti in nazionale ― Cina | Cronologia completa delle presenze e delle reti in nazionale ― Cina | Cronologia completa delle presenze e delle reti in nazionale ― Cina | Cronologia completa delle presenze e delle reti in nazionale ― Cina | Cronologia completa delle presenze e delle reti in nazionale ― Cina |
| Data                                                                | Città                                                               | In casa                                                             | Risultato                                                           | Ospiti                                                              | Competizione                                                        | Reti                                                                | Note                                                                |
| ------------------------------------------------------------------- | ------------------------------------------------------------------- | ------------------------------------------------------------------- | ------------------------------------------------------------------- | ------------------------------------------------------------------- | ------------------------------------------------------------------- | ------------------------------------------------------------------- | ------------------------------------------------------------------- |
| 13-11-2005                                                          | ?                                                                   | Cina                                                                | 0 – 2                                                               | Serbia e Montenegro                                                 | Amichevole                                                          | -                                                                   |                                                                     |
| 12-2-2006                                                           | ?                                                                   | Cina                                                                | 0 – 1                                                               | Honduras                                                            | Amichevole                                                          | -                                                                   |                                                                     |
| 7-6-2006                                                            | ?                                                                   | Cina                                                                | 1 – 3                                                               | Francia                                                             | Amichevole                                                          | -                                                                   |                                                                     |
| 16-4-2008                                                           | ?                                                                   | Cina                                                                | 0 – 1                                                               | Messico                                                             | Amichevole                                                          | -                                                                   |                                                                     |
| 23-4-2008                                                           | ?                                                                   | Cina                                                                | 2 – 2                                                               | El Salvador                                                         | Amichevole                                                          | -                                                                   |                                                                     |
| 7-6-2008                                                            | Tianjin                                                             | Cina                                                                | 0 – 1                                                               | Qatar                                                               | Qual. Mondiali 2010                                                 | -                                                                   |                                                                     |
| 22-6-2008                                                           | Sydney                                                              | Australia                                                           | 0 – 1                                                               | Cina                                                                | Qual. Mondiali 2010                                                 | -                                                                   |                                                                     |
| 29-5-2009                                                           | ?                                                                   | Cina                                                                | 1 – 1                                                               | Germania                                                            | Amichevole                                                          | -                                                                   |                                                                     |
| 12-8-2009                                                           | ?                                                                   | Cina                                                                | 1 – 1                                                               | Singapore                                                           | Amichevole                                                          | -                                                                   |                                                                     |
| 14-11-2009                                                          | ?                                                                   | Libano                                                              | 0 – 2                                                               | Cina                                                                | Amichevole                                                          | -                                                                   |                                                                     |
| 22-11-2009                                                          | ?                                                                   | Cina                                                                | 1 – 0                                                               | Libano                                                              | Amichevole                                                          | -                                                                   |                                                                     |
| 14-2-2010                                                           | Tokyo                                                               | Giappone                                                            | 0 – 0                                                               | Cina                                                                | Coppa dell'Asia orientale 2010                                      | -                                                                   |                                                                     |
| 14-2-2010                                                           | Tokyo                                                               | Cina                                                                | 3 – 0                                                               | Corea del Sud                                                       | Coppa dell'Asia orientale 2010                                      | 1                                                                   |                                                                     |
| 14-2-2010                                                           | Tokyo                                                               | Hong Kong                                                           | 0 – 2                                                               | Cina                                                                | Coppa dell'Asia orientale 2010                                      | -                                                                   |                                                                     |
| 3-3-2010                                                            | ?                                                                   | Cina                                                                | 0 – 2                                                               | Portogallo                                                          | Amichevole                                                          | -                                                                   |                                                                     |
| 4-6-2010                                                            | ?                                                                   | Cina                                                                | 1 – 0                                                               | Francia                                                             | Amichevole                                                          | -                                                                   |                                                                     |
| 7-9-2010                                                            | ?                                                                   | Cina                                                                | 1 – 1                                                               | Paraguay                                                            | Amichevole                                                          | 1                                                                   |                                                                     |
| 8-10-2010                                                           | ?                                                                   | Cina                                                                | 2 – 1                                                               | Siria                                                               | Amichevole                                                          | -                                                                   |                                                                     |
| 12-10-2010                                                          | ?                                                                   | Cina                                                                | 0 – 4                                                               | Uruguay                                                             | Amichevole                                                          | -                                                                   |                                                                     |
| 17-11-2010                                                          | ?                                                                   | Cina                                                                | 1 – 0                                                               | Lettonia                                                            | Amichevole                                                          | -                                                                   |                                                                     |
| 12-1-2011                                                           | Doha                                                                | Cina                                                                | 0 – 2                                                               | Qatar                                                               | Coppa d'Asia 2015 - 1º turno                                        | -                                                                   |                                                                     |
| 16-1-2011                                                           | Doha                                                                | Cina                                                                | 2 – 2                                                               | Uzbekistan                                                          | Coppa d'Asia 2015 - 1º turno                                        | -                                                                   |                                                                     |
| 27-3-2011                                                           | ?                                                                   | Cina                                                                | 2 – 2                                                               | Costa Rica                                                          | Amichevole                                                          | 2                                                                   |                                                                     |
| 23-7-2011                                                           | Kunming                                                             | Cina                                                                | 7 – 2                                                               | Laos                                                                | Qual. Mondiali 2014                                                 | -                                                                   |                                                                     |
| 11-10-2011                                                          | Shenzhen                                                            | Cina                                                                | 0 – 1                                                               | Iraq                                                                | Qual. Mondiali 2014                                                 | -                                                                   |                                                                     |
| 11-11-2011                                                          | Doha                                                                | Iraq                                                                | 0 – 1                                                               | Cina                                                                | Qual. Mondiali 2014                                                 | -                                                                   |                                                                     |
| 15-11-2011                                                          | Singapore                                                           | Singapore                                                           | 0 – 4                                                               | Cina                                                                | Qual. Mondiali 2014                                                 | -                                                                   |                                                                     |
| 22-2-2012                                                           | ?                                                                   | Cina                                                                | 2 – 0                                                               | Kuwait                                                              | Amichevole                                                          | 1                                                                   |                                                                     |
| 29-2-2012                                                           | Canton                                                              | Cina                                                                | 3 – 1                                                               | Giordania                                                           | Qual. Mondiali 2014                                                 | -                                                                   |                                                                     |
| 3-6-2012                                                            | ?                                                                   | Cina                                                                | 2 – 0                                                               | Spagna                                                              | Amichevole                                                          | -                                                                   |                                                                     |
| 8-6-2012                                                            | ?                                                                   | Cina                                                                | 2 – 0                                                               | Vietnam                                                             | Amichevole                                                          | 2                                                                   |                                                                     |
| 15-8-2012                                                           | ?                                                                   | Cina                                                                | 2 – 0                                                               | Ghana                                                               | Amichevole                                                          | 1                                                                   |                                                                     |
| 6-9-2012                                                            | ?                                                                   | Cina                                                                | 2 – 0                                                               | Svezia                                                              | Amichevole                                                          | -                                                                   |                                                                     |
| 11-9-2012                                                           | ?                                                                   | Cina                                                                | 2 – 0                                                               | Brasile                                                             | Amichevole                                                          | -                                                                   |                                                                     |
| 14-11-2012                                                          | ?                                                                   | Cina                                                                | 2 – 0                                                               | Nuova Zelanda                                                       | Amichevole                                                          | -                                                                   |                                                                     |
| 30-1-2013                                                           | ?                                                                   | Cina                                                                | 2 – 0                                                               | Oman                                                                | Amichevole                                                          | -                                                                   |                                                                     |
| 6-2-2013                                                            | Riyad                                                               | Arabia Saudita                                                      | 2 – 1                                                               | Cina                                                                | Qual. Coppa d'Asia 2015                                             | -                                                                   |                                                                     |
| 22-3-2013                                                           | Changsha                                                            | Cina                                                                | 1 – 0                                                               | Iraq                                                                | Qual. Coppa d'Asia 2015                                             | -                                                                   |                                                                     |
| 6-6-2013                                                            | Canton                                                              | Cina                                                                | 1 – 2                                                               | Uzbekistan                                                          | Amichevole                                                          | -                                                                   |                                                                     |
| 11-6-2013                                                           | Pechino                                                             | Cina                                                                | 0 – 2                                                               | Paesi Bassi                                                         | Amichevole                                                          | -                                                                   |                                                                     |
| 15-6-2013                                                           | Hefei                                                               | Cina                                                                | 1 – 5                                                               | Thailandia                                                          | Amichevole                                                          | -                                                                   |                                                                     |
| 24-7-2013                                                           | Seul                                                                | Giappone                                                            | 3 – 3                                                               | Cina                                                                | Coppa dell'Asia orientale 2013                                      | -                                                                   |                                                                     |
| 24-7-2013                                                           | Hwaseong                                                            | Corea del Sud                                                       | 0 – 0                                                               | Cina                                                                | Coppa dell'Asia orientale 2013                                      | -                                                                   |                                                                     |
| 15-10-2013                                                          | Giacarta                                                            | Indonesia                                                           | 1 – 1                                                               | Cina                                                                | Qual. Coppa d'Asia 2015                                             | -                                                                   |                                                                     |
| 15-11-2013                                                          | Xi'an                                                               | Cina                                                                | 1 – 0                                                               | Indonesia                                                           | Qual. Coppa d'Asia 2015                                             | -                                                                   |                                                                     |
| 19-11-2013                                                          | Xi'an                                                               | Cina                                                                | 0 – 0                                                               | Arabia Saudita                                                      | Qual. Coppa d'Asia 2015                                             | -                                                                   |                                                                     |
| 5-3-2014                                                            | Sharja                                                              | Iraq                                                                | 3 – 1                                                               | Cina                                                                | Qual. Coppa d'Asia 2015                                             | -                                                                   |                                                                     |
| 18-6-2014                                                           | ?                                                                   | Macedonia del Nord                                                  | 0 – 2                                                               | Cina                                                                | Amichevole                                                          | -                                                                   |                                                                     |
| 29-6-2014                                                           | Shenzhen                                                            | Cina                                                                | 1 – 3                                                               | Mali                                                                | Amichevole                                                          | 1                                                                   |                                                                     |
| 4-9-2014                                                            | Anshan                                                              | Cina                                                                | 3 – 1                                                               | Kuwait                                                              | Amichevole                                                          | -                                                                   |                                                                     |
| 9-9-2014                                                            | Harbin                                                              | Cina                                                                | 1 – 1                                                               | Giordania                                                           | Amichevole                                                          | 1                                                                   |                                                                     |
| 10-10-2014                                                          | Wuhan                                                               | Cina                                                                | 3 – 0                                                               | Thailandia                                                          | Amichevole                                                          | -                                                                   |                                                                     |
| 14-10-2014                                                          | Changsha                                                            | Cina                                                                | 2 – 1                                                               | Paraguay                                                            | Amichevole                                                          | -                                                                   |                                                                     |
| 14-11-2014                                                          | Nanchang                                                            | Cina                                                                | 1 – 1                                                               | Nuova Zelanda                                                       | Amichevole                                                          | -                                                                   |                                                                     |
| 21-12-2014                                                          | Chenzhou                                                            | Cina                                                                | 0 – 0                                                               | Palestina                                                           | Amichevole                                                          | -                                                                   |                                                                     |
| 14-1-2015                                                           | Brisbane                                                            | Cina                                                                | 2 – 1                                                               | Uzbekistan                                                          | Coppa d'Asia 2015 - 1º turno                                        | -                                                                   |                                                                     |
| 18-1-2015                                                           | Canberra                                                            | Cina                                                                | 2 – 1                                                               | Corea del Nord                                                      | Coppa d'Asia 2015 - 1º turno                                        | -                                                                   |                                                                     |
| 27-3-2015                                                           | Changsha                                                            | Cina                                                                | 2 – 2                                                               | Haiti                                                               | Amichevole                                                          | -                                                                   |                                                                     |
| 31-3-2015                                                           | Nanchino                                                            | Cina                                                                | 1 – 1                                                               | Tunisia                                                             | Amichevole                                                          | -                                                                   |                                                                     |
| 16-6-2015                                                           | Thimphu                                                             | Bhutan                                                              | 0 – 6                                                               | Cina                                                                | Qual. Mondiali 2018                                                 | -                                                                   |                                                                     |
| 2-8-2015                                                            | Wuhan                                                               | Cina                                                                | 0 – 2                                                               | Corea del Sud                                                       | Coppa dell'Asia orientale 2015                                      | -                                                                   |                                                                     |
| 9-8-2015                                                            | Wuhan                                                               | Cina                                                                | 1 – 1                                                               | Giappone                                                            | Coppa dell'Asia orientale 2015                                      | -                                                                   |                                                                     |
| 24-3-2016                                                           | Wuhan                                                               | Cina                                                                | 4 – 0                                                               | Maldive                                                             | Qual. Mondiali 2018                                                 | -                                                                   | 68’                                                                 |
| 3-6-2016                                                            | ?                                                                   | Cina                                                                | 4 – 2                                                               | Trinidad e Tobago                                                   | Amichevole                                                          | -                                                                   |                                                                     |
| 1-9-2016                                                            | Seul                                                                | Corea del Sud                                                       | 3 – 2                                                               | Cina                                                                | Qual. Mondiali 2018                                                 | -                                                                   |                                                                     |
| 6-10-2016                                                           | Xi'an                                                               | Cina                                                                | 0 – 1                                                               | Siria                                                               | Qual. Mondiali 2018                                                 | -                                                                   |                                                                     |
| 15-11-2016                                                          | Kunming                                                             | Cina                                                                | 0 – 0                                                               | Qatar                                                               | Qual. Mondiali 2018                                                 | -                                                                   |                                                                     |
| 28-3-2017                                                           | Teheran                                                             | Iran                                                                | 1 – 0                                                               | Cina                                                                | Qual. Mondiali 2018                                                 | -                                                                   |                                                                     |
| 7-6-2017                                                            | Canton                                                              | Cina                                                                | 8 – 1                                                               | Filippine                                                           | Amichevole                                                          | -                                                                   |                                                                     |
| 13-6-2017                                                           | Malacca                                                             | Siria                                                               | 2 – 2                                                               | Cina                                                                | Qual. Mondiali 2018                                                 | 1                                                                   |                                                                     |
| 31-8-2017                                                           | Wuhan                                                               | Cina                                                                | 1 – 0                                                               | Uzbekistan                                                          | Qual. Mondiali 2018                                                 | 1                                                                   |                                                                     |
| 5-9-2017                                                            | Doha                                                                | Qatar                                                               | 1 – 2                                                               | Cina                                                                | Qual. Mondiali 2018                                                 | -                                                                   | 56’                                                                 |
| 10-11-2017                                                          | Canton                                                              | Cina                                                                | 0 – 2                                                               | Serbia                                                              | Amichevole                                                          | -                                                                   |                                                                     |
| 14-11-2017                                                          | Chongqing                                                           | Cina                                                                | 0 – 4                                                               | Colombia                                                            | Amichevole                                                          | -                                                                   |                                                                     |
| 22-3-2018                                                           | Nanchino                                                            | Cina                                                                | 0 – 6                                                               | Galles                                                              | Amichevole                                                          | -                                                                   |                                                                     |
| 7-9-2018                                                            | Doha                                                                | Qatar                                                               | 1 – 0                                                               | Cina                                                                | Amichevole                                                          | -                                                                   |                                                                     |
| 10-9-2018                                                           | Riffa                                                               | Bahamas                                                             | 0 – 0                                                               | Cina                                                                | Amichevole                                                          | -                                                                   |                                                                     |
| 13-10-2018                                                          | Suzhou                                                              | Cina                                                                | 0 – 0                                                               | Indonesia                                                           | Amichevole                                                          | -                                                                   |                                                                     |
| 16-10-2018                                                          | Nanchino                                                            | Cina                                                                | 2 – 0                                                               | Siria                                                               | Amichevole                                                          | 1                                                                   |                                                                     |
| 20-11-2018                                                          | Haikou                                                              | Cina                                                                | 1 – 1                                                               | Palestina                                                           | Amichevole                                                          | -                                                                   |                                                                     |
| 28-12-2018                                                          | Doha                                                                | Giordania                                                           | 1 – 1                                                               | Cina                                                                | Amichevole                                                          | -                                                                   |                                                                     |
| 7-1-2019                                                            | al-'Ayn                                                             | Cina                                                                | 2 – 1                                                               | Kirghizistan                                                        | Coppa d'Asia 2019 - 1º turno                                        | -                                                                   |                                                                     |
| 11-1-2019                                                           | Abu Dhabi                                                           | Filippine                                                           | 0 – 3                                                               | Cina                                                                | Coppa d'Asia 2019 - 1º turno                                        | -                                                                   | 80’                                                                 |
| 16-01-2019                                                          | Abu Dhabi                                                           | Corea del Sud                                                       | 2 – 0                                                               | Cina                                                                | Coppa d'Asia 2019 - 1º turno                                        | -                                                                   | 61’                                                                 |
| 20-01-2019                                                          | al-'Ayn                                                             | Thailandia                                                          | 1 – 2                                                               | Cina                                                                | Coppa d'Asia 2019 - Ottavi di finale                                | 1                                                                   |                                                                     |
| 24-01-2019                                                          | Abu Dhabi                                                           | Cina                                                                | 0 – 3                                                               | Iran                                                                | Coppa d'Asia 2019 - Quarti di finale                                | -                                                                   |                                                                     |
| Totale                                                              |                                                                     | Presenze                                                            | 84                                                                  |                                                                     | Reti                                                                | 14                                                                  |                                                                     |

## Palmarès

### Club

#### Competizioni nazionali
- Campionato cinese: 8

Guangzhou Evergrande: 2011, 2012, 2013, 2014, 2015, 2016, 2017, 2019
- Coppa della Cina: 2

Guangzhou Evergrande: 2012, 2016
- Supercoppa di Cina: 4

Guangzhou Evergrande: 2012, 2016, 2017, 2018

#### Competizioni internazionali
- AFC Champions League: 2

Guangzhou Evergrande: 2013, 2015